# ناندو تامبرلانی
ناندو تامبرلانی (ایتالیایی: Nando Tamberlani؛ ۱۵ ژانویه ۱۸۹۶ – ۱۱ مه ۱۹۶۷) بازیگر اهل ایتالیا بود.
از فیلم‌هایی که وی در آن نقش داشته‌است، می‌توان به آخرین رقص، خشم آشیل، اسب تروآ، شمشیر و صلیب، صلیبیون توانا و گلادیاتور رم اشاره کرد.